# Rivière Mississippi (Gaspé)
Pour les articles homonymes, voir Mississippi.
La rivière Mississippi coule entièrement dans le canton de Larocque dans les monts Chic-Chocs, dans le territoire non organisé de Rivière-Saint-Jean, dans la municipalité régionale de comté (MRC) de La Côte-de-Gaspé, dans la région administrative de la Gaspésie-Îles-de-la-Madeleine, au Québec, au Canada.
La rivière Mississippi est un affluent de la rivière York (Gaspé) laquelle coule vers l’Est jusqu’au "Bassin du Sud-Ouest" du "Havre de Gaspé" ; ce dernier fait partie de la baie de Gaspé laquelle s'ouvre sur le littoral Ouest du golfe du Saint-Laurent.

## Géographie
La rivière Mississippi prend sa source de ruisseaux de montagnes sur le versant Sud du Mont Bald (altitude du sommet : 723 m), situé à la limite du canton de "De Beaujeu" et du canton de Larocque, dans le territoire non organisé de Rivière-Saint-Jean, dans les Monts Chic-Chocs (faisant partie des Monts Notre-Dame). Cette source est située à :
- 27,3 km au sud du littoral Sud du Golfe du Saint-Laurent ;
- 41,9 km à l’Est du centre du village de Murdochville ;
- 39,1 km à l’Ouest du centre-ville de Gaspé.

À partir de sa source, la rivière Mississippi coule en zones forestières sur 21,0 km, répartis selon les segments suivants :
- 13,3 km vers le Sud dans le canton de Larocque, jusqu'à la confluence du ruisseau Villeneuve (venant du Nord-Est) ;
- 3,4 km vers le Sud, jusqu'à la confluence de la rivière Mississippi Ouest (Gaspé) (venant de l’Ouest) ;
- 1,0 km vers l’Est, jusqu'à la confluence du ruisseau La Ronde ;
- 0,3 km vers l’Est, jusqu'à la route 198 ;
- 1,4 km vers l’Est, jusqu'à la confluence du ruisseau Le Ber (venant du Nord) ;
- 1,6 km vers le Sud-Est, jusqu'à sa confluence[1].

La confluence de la rivière Mississippi se déverse sur la rive Nord de la Rivière York (Gaspé). Cette confluence est située tout près de la confluence du ruisseau Twin (venant du Sud) et à 1,7 km à l’Ouest de la limite des cantons de Larocque et de Baillargeon.

## Toponymie
Le toponyme "rivière Mississippi" a été officialisé le 5 décembre 1968 à la Commission de toponymie du Québec.